# Union Titus Pétange
El Union Titus Pétange es un equipo de fútbol de Luxemburgo que milita en la Division Nationale, la primera división de fútbol del país.

## Historia
Fue fundado el 29 de abril de 2015 en la ciudad de Pétange luego de la fusión de los equipos CS Pétange con el FC Titus Lamadelaine.
El club debutará en la segunda categoría en la temporada 2015/16 de la éirepromotioun y su entrenador será Paolo Amodio, exjugador de Luxemburgo.

## Participación en competiciones de la UEFA
| Temporada | Torneo             | Ronda         | Club             | Casa | Visita | Global |
| --------- | ------------------ | ------------- | ---------------- | ---- | ------ | ------ |
| 2020-21   | UEFA Europa League | Primera ronda | Lincoln Red Imps | –    | 0–2    | 0–2    |